# Kevin Barry (Autor)

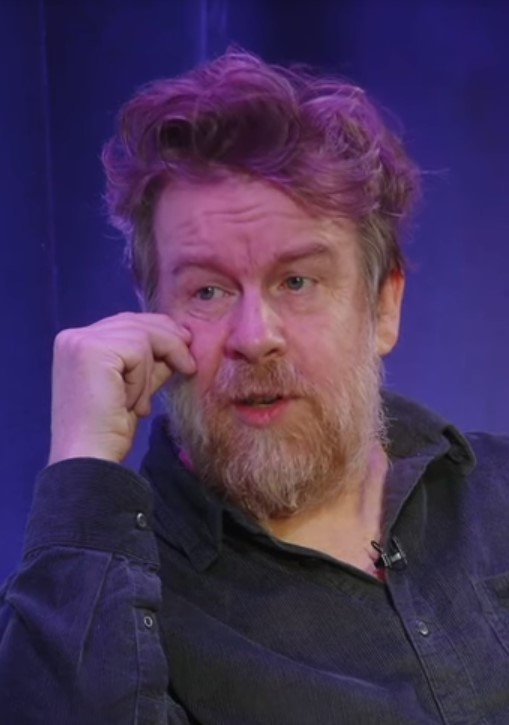
Kevin Barry

Kevin Barry (geboren 1969 in Limerick) ist ein irischer Schriftsteller und Journalist, der in Dublin lebt.

## Leben
Barry schreibt für verschiedene Zeitungen. Er veröffentlichte 2007 seinen ersten Kurzgeschichtenband There are Little Kingdoms, für den er den Rooney Prize for Irish Literature erhielt. Ein zweiter Band Kurzgeschichten gewann 2012 den „Sunday Times Short Story Award“. Obwohl auch Werke von Haruki Murakami, Andrew Miller und Michel Houellebecq auf der Shortlist standen, wurde sein erster Roman City of Bohane 2013 mit dem hochdotierten International IMPAC Dublin Literary Award ausgezeichnet. Seinem Roman Beatlebone wurde 2015 der Goldsmiths Prize zuerkannt.
Seit Herbst 2020 ist Barry ein Mitglied von Aosdána.

## Werke (Auswahl)
- (Hrsg.): Town and country : new Irish short stories. Faber and Faber, London 2013
- Dark Lies the Island. Jonathan Cape, London 2012
- City of Bohane. Jonathan Cape, London 2011, ISBN 978-0-224-09057-5
  - Dunkle Stadt Bohane. Übersetzung Bernhard Robben. Tropen, Stuttgart 2015, ISBN 978-3-608-50145-2
- There are Little Kingdoms. Stinging Fly Press, Dublin 2007
- Beatlebone. Canongate Books, Edinburgh 2015.
  - Beatlebone. Übersetzung Bernhard Robben. Rowohlt, Hamburg 2020, ISBN 978-3-498-00158-2
- Night Boat to Tangier. Canongate Books, Edinburgh 2019
  - Nachtfähre nach Tanger. Übersetzung Thomas Überhoff. Rowohlt, Hamburg 2022, ISBN 978-3-498-00170-4

## Auszeichnungen
- 2007: Rooney Prize for Irish Literature für There are Little Kingdoms
- 2012: Sunday Times Short Story Award für Dark Lies the Island
- 2012: Literaturpreis der Europäischen Union für City of Bohane
- 2013: International IMPAC Dublin Literary Award für City of Bohane
- 2015: Goldsmiths Prize für Beatlebone[4]
- 2016: Lannan Literary Award for Fiction[6]